# Аули Краваљо
Клои Аули Краваљо (енгл. Chloe Auliʻi Cravalho; Кохала, 22. новембар 2000) америчка је глумица. Позната је по улози Вајане у филму Вајана (2016).

## Биографија
Рођена је 22. новембра 2000. у Кохали. Родитељи су јој пореклом Кинези, Хавајци, Порториканци, Португалци и Ирци. У време пробоја у каријери живела је у Милиланију са мајком, где је похађала прву годину средње школе. У априлу 2020. изјавила је да је бисексуалне оријентације. У јануару 2024. рекла је да пати од Илос-Данлоовог синдрома.

## Филмографија

### Филм
| Улоге  |                       |               |               |             |
| Година | Српски назив          | Изворни назив | Улога         | Напомена    |
| 2016.  | Вајана                |               | Вајана (глас) |             |
| 2018.  | Ралф растура интернет |               | Вајана (глас) |             |
| 2020.  | Готово као рок звезда |               | Амбер Еплтон  |             |
| 2022.  |                       |               | Еј-Џеј Кампос |             |
| 2022.  |                       | Капри Донахју |               |             |
| 2023.  | Било једном у студију |               | Вајана (глас) | кратки филм |
| 2024.  | Опасне девојке        |               | Џенис Имике   |             |
| 2024.  | Вајана 2              |               | Вајана (глас) |             |

### Телевизија
| Улоге      |                  |               |                    |              |
| Година     | Српски назив     | Изворни назив | Улога              | Напомена     |
| 2018.      |                  |               | Лилијет Суарез     | главна улога |
| 2019.      |                  |               | Рајна Перез        | 1 епизода    |
| 2019.      |                  |               | Аријел             | ТВ специјал  |
| 2019.      | Елена од Авалора |               | Вероника (глас)    | 1 епизода    |
| 2022.      |                  |               | приповедачица      | ТВ специјал  |
| 2022.      |                  | приповедачица | главна улога       |              |
| 2023.      |                  |               | Џос Клири Лопез    | главна улога |
| 2023.      |                  |               | Вајана (глас)      | ТВ специјал  |
| 2023—2024. |                  |               | Хејли Бенкс (глас) | главна улога |
| 2024.      |                  |               | Хејли Бенкс (глас) | 1 епизода    |
| 2024.      |                  | ТВ специјал   | Хејли Бенкс (глас) |              |
| 2024.      |                  |               | Муза (глас)        | 1 епизода    |
| 2024.      |                  |               | она                | 1 епизода    |